# 日置電機

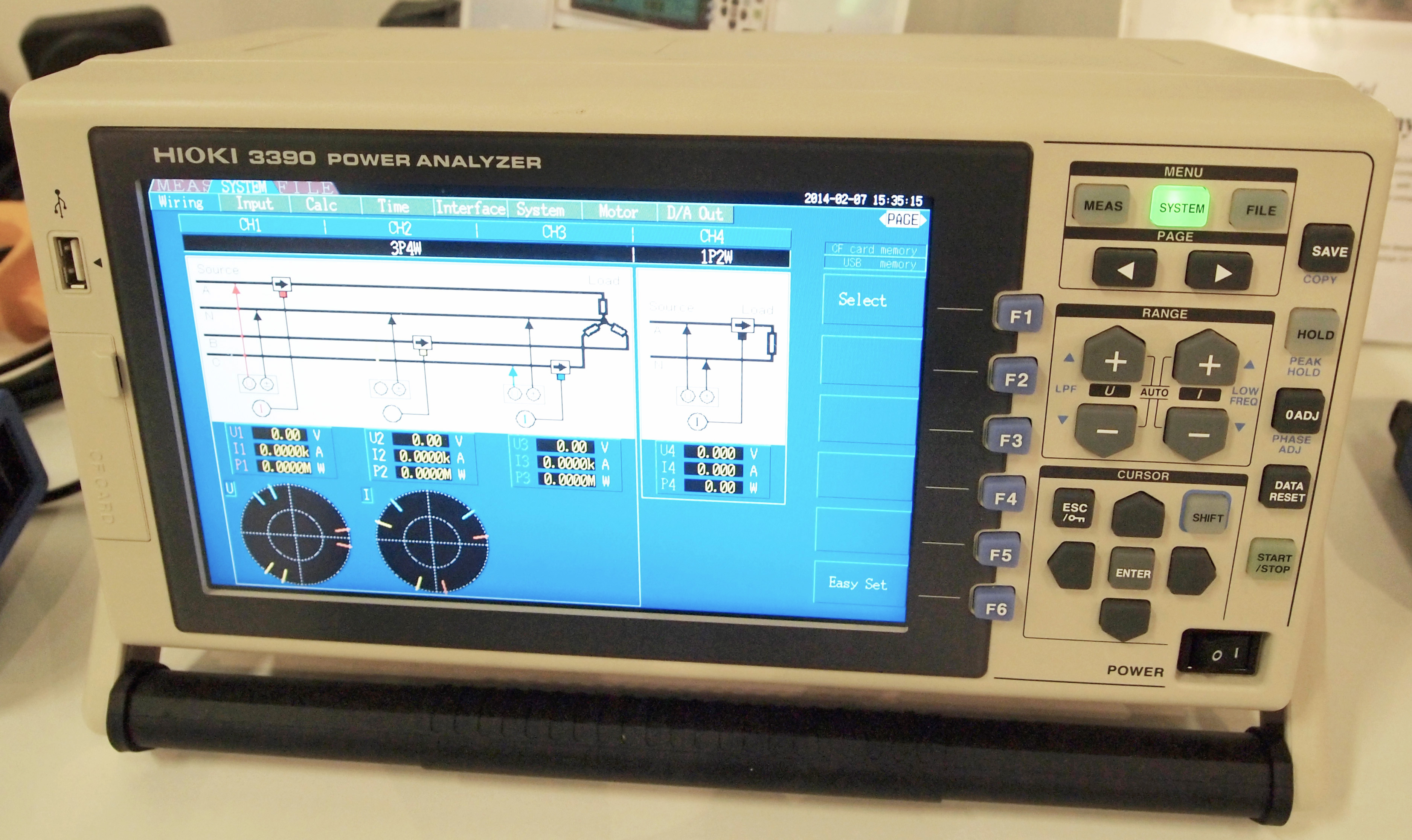
日置電機製の測定器の例：パワーアナライザ PW3390

日置電機株式会社（(ひおきでんき、英語：HIOKI E.E. Corporation、IPA [ ‘ h i ɔ k i]) ）は、長野県上田市に本社を置く電気計測器の開発、生産、販売を行うメーカーである。創業は1935年6月。

## 概要
1935年に東京都港区で日置美三がメーターを制作。1937年に目黒区で日置電機計器製作所が設立された。1945年に戦災から疎開する形で長野県埴科郡坂城町に移転し、戦後も坂城町にそのまま残り事業を続けた。1990年に隣接する上田市に移転した。
事業
電気計測器の事業をしており、細分化されたニッチ市場でそれぞれ上位を狙っている。
製品開発
日置電機は研究開発型の企業であり、全社員の1⁄3以上が開発・技術を担っている。
生産体制
開発から生産・修理・校正まで、同じ敷地内で集結している。
海外販売
自社ブランド製品を発売して以降、日本国内での売上比率が高い企業だった。1998年から海外へ販路を拡大している。 海外拠点は、アメリカ、中国、シンガポール、韓国、インド、台湾、ドイツ、アラブ首長国連邦、インドネシア、タイ にある。
HIOKI祭り
毎年秋に本社の敷地内でHIOKI祭りが開催されている。
ひおきちくん
ひらがなの「ひ」の字に帽子をかぶった姿の会社のマスコットである。
新入社員研修での合宿
新入社員は、2泊3日の間、お寺にて合宿をする。宗教行事ではなく親交が目的である。。

## 製品カテゴリ
日置電機の製品は4つの製品群に分けられている。
- 自動試験装置（基板検査装置）
- 記録装置（データロガー、メモリハイコーダ、デジタルオシロスコープ）
- 電子測定器（LCRメータ、電力計、耐圧試験器など）
- 現場測定器（クランプメータ、テスタ、絶縁抵抗計など）

## 沿革
- 1935年 - 東京府で創業。後に戦災を逃れ長野県坂城町へ移転
- 1952年 - 日置電機株式会社設立
- 1990年 - 上田市にHIOKIフォレストヒルズ新本社工場完成移転
- 1991年 - 株式を店頭登録（現在のジャスダック）
- 1993年 - ISO9001認証取得
- 1994年 - 日置フォレストプラザ株式会社設立
- 1997年 - ISO14001認証取得
- 1998年 - HIOKI USA CORPORATION 設立
- 2001年 - 東京証券取引所2部上場
- 2003年 - 東京証券取引所1部指定替え
- 2005年 - 財団法人HIOKI奨学・緑化基金 設立
- 2007年 - 日置（上海）商貿有限公司 設立
- 2010年 - HIOKI SINGAPORE PTE. LTD. 設立
- 2012年 - HIOKI KOREA CO., LTD. 設立
- 2016年 - HIOKI INDIA ENGINEERING PRIVATE LIMITED 設立
- 2017年 - HIOKI EUROPE GmbH 設立

## 賞歴
iFデザイン賞受賞
- AC/DCカレントプローブ CT6841 シリーズ 2016年
- AC/DCクランプメータ CM4371シリーズ 2016年
- メモリレコーダ MR6000 2018年3月

グッドデザイン賞受賞
1985年以降、毎年応募を続けている。
- メモリハイコーダ MR8875 2012年
- 電圧センサー PW9020 2014年
- メモリハイコーダ MR8827 2015年
- AC/DCクランプメータ CM4371, CM4373 2015年
- ACフレキシブルカレントセンサ CT7040シリーズ 2016年
- AC/DCカレントプローブ CT6845, CT6846 2016年
- 電圧計付検相器 PD3259 2016年
- AC クランプパワーメータ CM3286, CM3286-01 2017年
- AC非接触電圧プローブ SP3000, AC電圧プローブ SP9001 2017年
- RGB レーザ照度計 TM6102、RGB レーザ輝度計 TM6103、光パワーメータ TM6104 2017年